# Форт Едвард (Њујорк)
Форт Едвард (енгл. Fort Edward) град је у америчкој савезној држави Њујорк.

## Демографија
По попису из 2010. године број становника је 3.375, што је 234 (7,4%) становника више него 2000. године.
| Група             | 2000.         | 2010.         |
| Белци             | 3.091 (98,4%) | 3.240 (96,0%) |
| Афроамериканци    | 11 (0,4%)     | 34 (1,0%)     |
| Азијати           | 12 (0,4%)     | 6 (0,2%)      |
| Хиспаноамериканци | 9 (0,3%)      | 51 (1,5%)     |
| Укупно            | 3.141         | 3.375         |